# Déli-Bug menti csata
A Déli-Bug menti csata a Déli-Bug folyó partján – közvetlenül a honfoglalást megelőzően – 895-ben a magyar törzsszövetség és egyesült besenyő és bolgár erők évek óta húzódó háborújának végső, döntő ütközete volt. Az összecsapás a Nagy Bolgár Birodalom csapatainak győzelmével végződött. A magyarokat a vereség, és a tény, hogy korábbi területeiket Etelközben a besenyők elfoglalták és oda vissza nem térhettek, arra kényszerítette, hogy elhagyják a dél-ukrajnai sztyeppét, és a Kárpát-medence keleti felébe költözzenek.

## Előzmények
894-ben háború tört ki Nagy Bolgár Birodalom és Bizánc között, mivel a császár elköltöztette a bolgár árucikkek kijelölt vásárhelyeit Konstantinápolyból Szolunba, ami magasabb adókat jelentett a bolgár kereskedőknek. Ugyanebben az évben I. Simeon legyőzte a bizánciakat Adrianopol közelében, mire ahhoz a régi eszközhöz nyúltak, amelyet gyakorta használtak ilyen szituációkban: felbérelték a magyarokat, hogy támadják meg Bulgáriát északkelet felől.
A magyarok 895-ben átkeltek a Dunán és kétszer is győzedelmeskedtek a bolgárok felett. Simeon visszavonult a Drasztarig, amit sikeresen védett meg. 896-ban sikerült meggyőznie a besenyőket, hogy segítsenek neki, és mialatt a magyarok velük harcoltak, ő (I. Simeon) és apja, I. Borisz – aki elhagyta a monostort ezen alkalom kedvéért – roppant sereget gyűjtött és az ország északkeleti határához menetelt. A besenyők elfoglalták a magyarok korábbi területeit, Simeon pedig pihent és nagyobb létszámú sereggel érkezett a csata helyszínére.
Simeon háromnapos böjtöt rendelt el, mondván, a katonáknak vezekelniük kell bűneikért és keresniük kell Isten segítségét. A böjt végeztével elkezdődött a csata.

## A csata
A küzdelemről annyi tudható, hogy hosszú volt és különösen véres, és a bolgárok győzelmével végződött. A bolgárok 20 ezer embert vesztettek, a magyarok veszteségei pedig "komolyak" voltak – bolgár beszámolók szerint. A bolgár sereget I. Simeon vezette, a magyarok vezérének neve nem ismert.

## Következmények

A Déli-Bug menti csata helyszíne és I. Simeon birodalma

A győzelem lehetővé tette Simeonnak, hogy délre vezesse seregét és döntő vereséget mérjen a bizánciakra a Bulgarophygon melletti csatában. Ezután Bizánc és a bolgárok békét kötöttek, mely térség gazdasági viszonyait a bolgárok javára oldotta meg, és Bizáncnak le kellett mondania a Sztrandzsa-hegység és a Fekete-tenger közötti területeiről a bolgárok javára.
Körülbelül négy év kellett ahhoz, hogy a magyarok teljesen kiheverjék a vereséget. Azért választhatták (átmeneti?) lakhelyül éppen a későbbi Magyarország keleti régióit, mert a térségben már a bugi csatát megelőző években is intenzív támadóként voltak jelen, amikor is a morvákkal szövetségben portyáztak a – akkor még dunai-bolgár fennhatóság alatt álló – későbbi Magyar Királyság keleti területei ellen. Ismerték tehát a területet, jól tudták, hogy szinte lakatlan, felperzselt vidék, jelentéktelen katonai ellenállással bíró zilált bolgár helyőrségekkel. Ettől az időszaktól kb. 1000-ig tartott az a folyamat, amíg a magyarok – ha kellett fegyverrel, vagy diplomáciai úton – elfogadtatták magukat és állandó jelenlétüket környezetükkel. Ez a több, mint 100 éves folyamat, mely a bugi csatával kezdődött, jelentette valójában az igazi honfoglalást. A magyar-bolgár viszonyban ezután átmeneti békeidőszak következett, melyet újabb és újabb összezördülések tarkítottak, váltakozó sikerrel.
A bugi csata bár a magyarok számára vereséggel végződött, nem jelentett kiheverhetetlen csapást a számukra – a 930-as években már ők szorongatták a bolgárokat. Szinte bizonyos, hogy 40 év alatt nem tettek le arról, hogy visszafoglalják az elvesztett hazájukat, Etelközt. Ez esetben kárpát-medencei szálláshelyüket ők maguk is ideiglenesnek tekinthették, s csak későbbi nemzedékek magyarjainak fejében, nagyjából I. István korára fogalmazódhatott meg konkrétan, hogy ez lesz a végleges új haza, vége a vándorlásnak, vége a régi hitvilágnak és a régi életmódnak – ez kimondatlanul ott van I. István intézkedései mögött.
I. István ellenében a bolgárok Koppányt látták volna szívesebben a trónon, 1003-ban István háborúzott a bolgárokkal. A X-XI. századig tapasztalhatóak voltak a bugi csatára és előzményeire visszavezethető fegyveres konfliktusok magyarok és bolgárok között.
Nem jelent gyászos eseményt a bugi csata a magyar történelemben, sőt, méltatlanul feledkeznek meg a tankönyvek a jelentőségéről. Ha a magyarok győztek volna, nem kényszerülnek nyugatra húzódni, úgy pedig talán sor sem kerül a napjainkban már 1100 éve fennálló magyar állam megalapítására a Kárpát-medencében – a magyarság pedig más népekhez hasonlóan nyomtalanul feloldódhatott volna tatár, török, majd orosz hatásra.